# Kleiner Rosenkranz zum Jesuskind

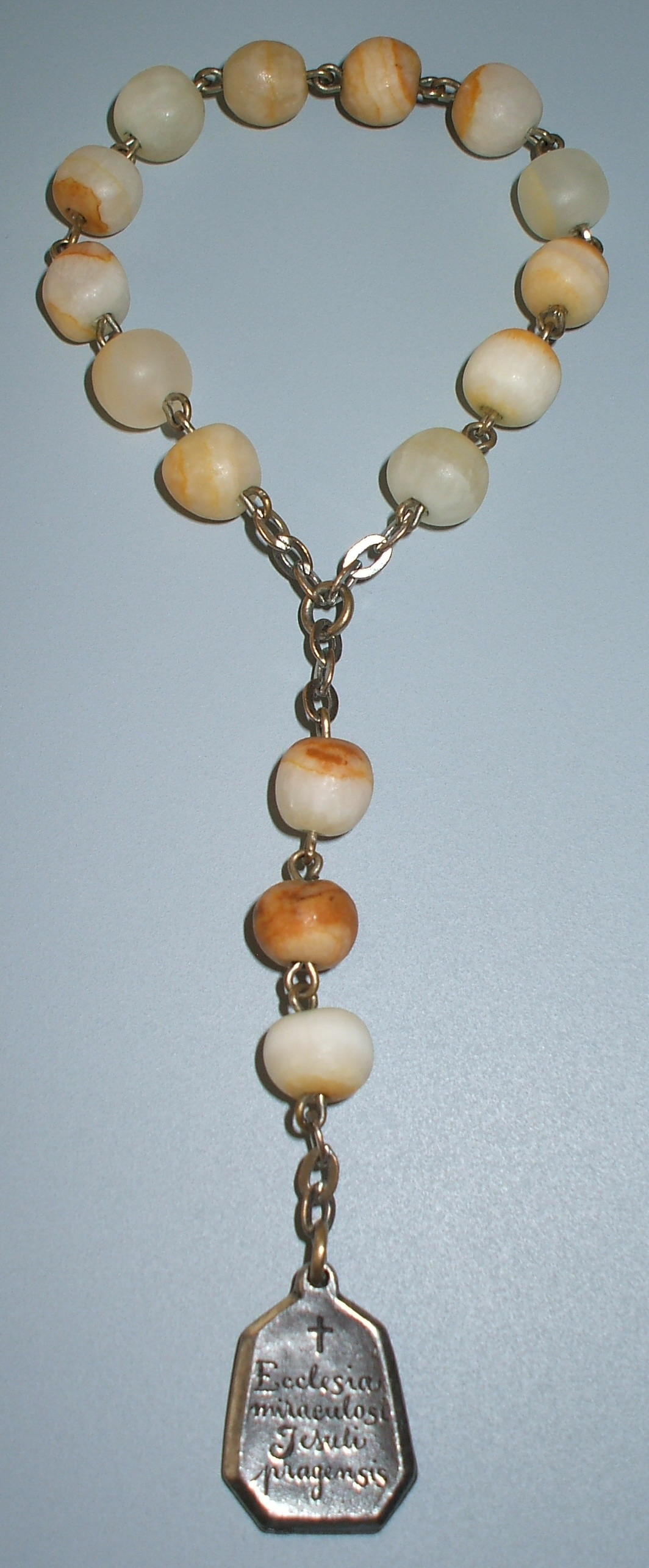
Kleiner Rosenkranz zum Jesuskind

Der Kleine Rosenkranz zum Jesuskind ist eine erweiterte Form des Rosenkranzgebetes und des Rosenkranzes. Er geht auf eine Überlieferung aus dem Jahre 1636 zurück und betrachtet die Geheimnisse der göttlichen Kindheit.

## Margarita Parigot vom Heiligsten Sakrament
Schon mit 12 Jahren trat Marguerite Parigot in den Karmel ihrer Heimatstadt Beaune ein. Die Nonne Margarete vom Allerheiligsten Sakrament verstand es, die Andacht zum Jesuskind zu einer weit verbreiteten Volksandacht in Frankreich zu machen. Von den ersten Monaten ihres Noviziats an sah sie sich von Jesus Christus dazu erwählt, seine Kindheit und seine Krippe besonders zu verehren. Das vertraute sie ihrer Novizenmeisterin Schwester Maria Quatrebarbes von der Heiligsten Dreifaltigkeit mit den Worten an: „Das Jesuskind hält meine ganze Aufmerksamkeit dauernd auf die Zeit von seiner Geburt bis zu seinem zwölften Lebensjahr fixiert; es ist wie eine Mauer, die ich nicht übersteigen kann.“
Nach 1636 sah die Karmelitin es als ihre Berufung über das Kloster hinaus eine Gemeinschaft mit dem Namen „Familie des Jesuskindes“ zu gründen. Die Mitglieder dieser Gemeinschaft sollten jeden Fünfundzwanzigsten des Monats in Erinnerung an die Menschwerdung und Geburt Jesu Christi durch Gebet und Buße heiligen und dabei auch einen Rosenkranz besonderer Art, den Rosenkranz vom Jesuskind beten. Die Geheimnisse des göttlichen Kindes sollten dabei betrachtet werden, vor allem aber sollten die „Hausgenossen“ in der „Familie des Jesuskindes“ bemüht sein, die Demut, Güte, Liebenswürdigkeit und Herzenseinfalt des Jesuskindes nachzuahmen. Die „Familie des Jesuskindes“ verbreitete sich in Frankreich und darüber hinaus sehr rasch. Schwester Margarete vom Allerheiligsten Sakrament verstarb am 26. Mai 1648 im Karmel zu Beaune.

## Das Rosenkranzgebet
Der Rosenkranz besteht aus insgesamt 15 Perlen, aufgeteilt in eine Dreier- und in eine Zwölfergruppe.
Man betet in folgender Reihenfolge:
1. Dreimal: Und das Wort ist Fleisch geworden. Vaterunser.
2. Einmal: Und das Wort ist Fleisch geworden und hat unter uns gewohnt.
3. Zwölfmal: Ave Maria.
4. Einmal: Ehre sei dem Vater.

Die drei Vater Unser sind zu Ehren der drei Personen der Heiligen Familie; die zwölf Ave Maria sollen an die zwölf Jahre der Kindheit des Herrn erinnern.

## Betrachtung der Kindheit Jesu
Die Unbeschuhte Karmelitin Margarete vom Allerheiligsten Sakrament empfahl, beim Beten der zwölf Ave Maria folgende Geheimnisse der Kindheit Jesu zu betrachten:
1. Die Menschwerdung
2. Die neun Monate im Leib der Mutter
3. Die Geburt Christi
4. Die Anbetung der Engel und Hirten
5. Beschneidung des Herrn
6. Die Anbetung der Könige
7. Die Darstellung im Tempel
8. Die Flucht nach Ägypten
9. Seine Rückkehr aus Ägypten
10. Das verborgene Leben in Nazareth
11. Die Wallfahrten mit Maria und Josef
12. Sein Aufenthalt im Tempel mitten unter den Schriftgelehrten